# Episinus colima
Episinus colima är en spindelart som beskrevs av Levi 1955. Episinus colima ingår i släktet Episinus och familjen klotspindlar. Inga underarter finns listade i Catalogue of Life.